# Meneer Hugo
Meneer Hugo is een hoorspel van Jürg Federspiel. Herr Hugo oder Die Flüsterer werd in 1965 door de DRS (Radio und Fernsehen der Deutschen und Rätoromanischen Schweiz) uitgezonden. Erna van der Beek vertaalde het en de AVRO zond het uit op donderdag 19 januari 1967. De regisseur was Dick van Putten. Het hoorspel duurde 73 minuten.

## Rolbezetting
- Huib Orizand (meneer Hugo)
- Jan van Ees (directeur-generaal Malaan)
- Wiesje Bouwmeester (de huishoudster Elisabeth)
- Jos van Turenhout, Han König & Alex Faassen jr. (de fluisteraars)
- Tine Medema (een gescheiden vrouw)
- Harry Bronk (een schoolkameraad)
- Tonny Foletta (een tuinman)
- Dogi Rugani (mevrouw Malaan)
- Rien van Noppen (een geleerde)
- Gerrie Mantel (een secretaresse)
- Hans Veerman (de reporter)

## Inhoud
Meneer Hugo is een zonderlinge man, gewetenloos, zonder scrupules, bereid om voor veel geld te doen wat men ook van hem verlangt. Hij is in dienst genomen bij de heer Malaan om diens ergste concurrent kapot te maken, door fluistercampagnes, door laster. Hugo doet geen half werk en bedient zich van een aantal even vreemde figuren als hijzelf. Zij zullen de fluistercampagne moeten voeren die Hugo heeft uitgedacht. Hij zoekt naar de zwakke plekken in het verleden van de concurrent. Een reporter maakt vraaggesprekken met mensen die het slachtoffer vroeger hebben gekend en al vertellen ze geen van allen schokkende dingen (want de man heeft nooit dingen gedaan die het daglicht niet konden verdragen), er zijn toch altijd plekken aan te wijzen waar je wat achter zou kunnen zoeken. Zo komt dan de lasterpraat in de wereld. Een aan sterrenkijkerij doende huishoudster weet wel niet waar het allemaal over gaat, maar zij ziet het grote onheil duidelijk aankomen en het is voor haar dan ook helemaal geen verrassing als het noodlot toeslaat dat door de sterrenconstellaties was voorspeld. De goedgelovige echtgenote van de heer Malaan en diens huisdokter laten Hugo de vrije hand. Hij kan zijn plannen volvoeren. Maar er staat ook in de sterren geschreven dat ook zijn lot zal worden bezegeld, en wel door dezelfde fluistercampagne die hij aan het rollen heeft gebracht…